# USS Guadalcanal (LPH-7)
El USS Guadalcanal (LPH-7) fue el tercer buque de asalto anfibio de la clase Iwo Jima, que sirvió en la Armada de Estados Unidos. Fue el segundo buque de la Armada en llevar el nombre en honor de la batalla de Guadalcanal, ocurrida durante la Segunda Guerra Mundial.

## Historial operativo

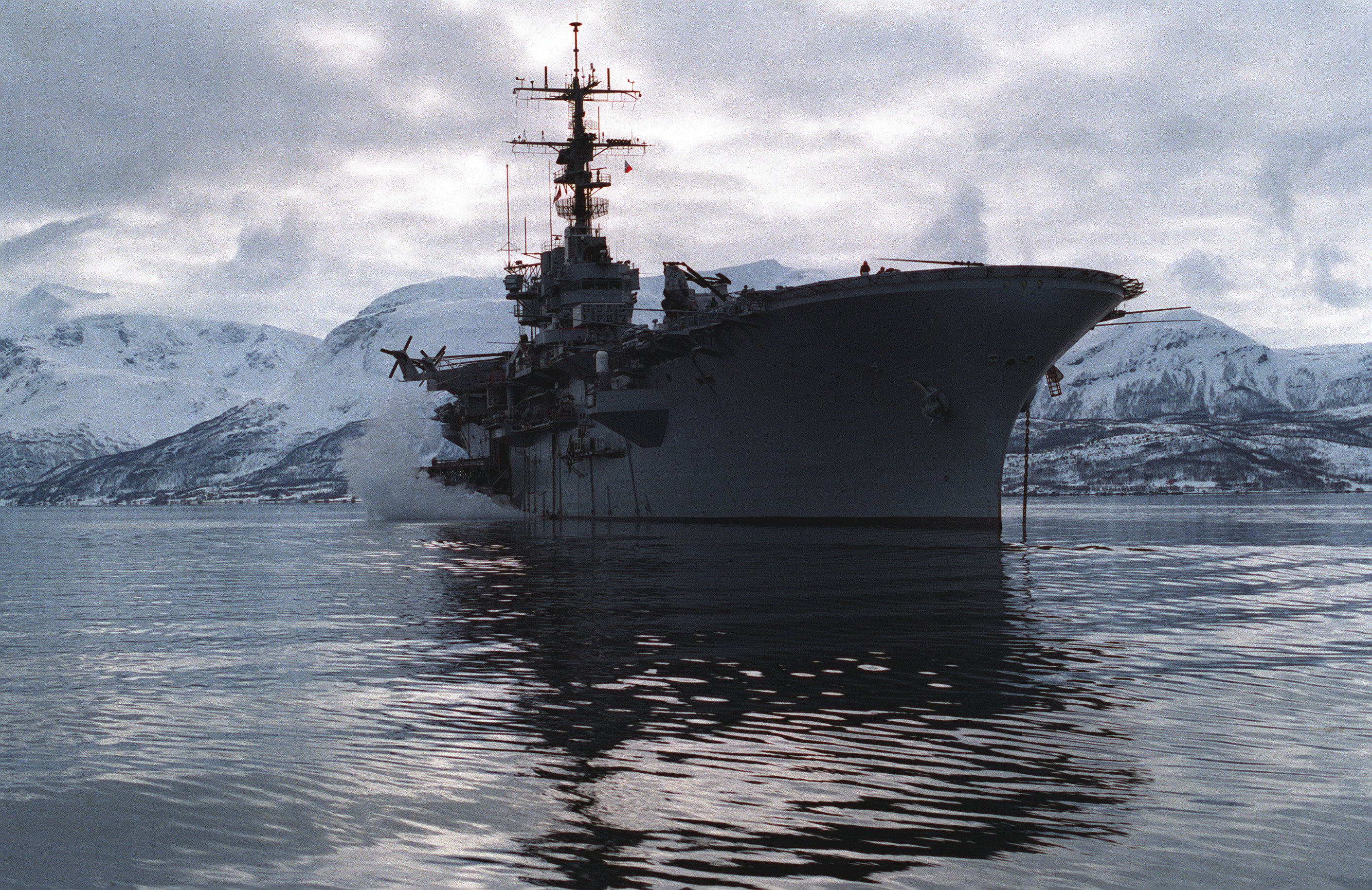
El USS Guadalcanal durante unos ejercicios de la OTAN, Exerrcise Teamwork '92, año 1992.

Fue puesto en grada en los astilleros Philadelphia Naval Shipyard en Pensilvania el 1 de septiembre de 1961. El 16 de marzo de 1963 fue botado, siendo la madrina del acto la esposa del general David M. Shoup, ex Comandante del Cuerpo de Marines. Entró en servicio el 20 de julio de 1963, y su primer comandante fue el capitán Dale K. Peterson. 
Durante su vida operativa participó en dos recuperaciones de astronautas y su naves, la primera fue el 21 de julio de 1966, cuando recuperó la nave Gémini 10 en el Océano Atlántico al este de Cabo Kennedy, y el 13 de marzo de 1969, cuando recuperó el Apolo 9 cerca de las Bahamas.
Fue dado de baja el 31 de agosto de 1994, y asignado a la Flota de Reserva de Defensa Nacional. El 19 de mayo de 2005, fue hundido como barco objetivo durante unos ejercicios.